# Острів Ведмежий (фільм)
Острів Ведмежий (англ. Bear Island) — британсько-канадський пригодницький фільм 1979 року. Екранізація однойменного роману Алістера Макліна.

## Сюжет
Експедиція вчених з різних країн світу приїжджають на арктичний острів для вивчення зміни клімату. Вони опиняються на невеликій засніженій полярній станції. Але незабаром на острові відбувається низка загадкових подій: зникнення одного з полярників, вихід з ладу радіостанції, раптове сходження снігової лавини. Все це закінчується таємничою смертю одного з прибулих дослідників. Незабаром з'ясовується, що під час Другої світової війни нацисти перевезли на підводному човні на острів багато награбованого золота і заховали тут. І ось тепер разом з полярниками та вченими на острів прибув колишній нацист, що знає про золото. Але ніхто навіть не здогадується, хто ним може бути.

## У ролях
| Актор               | Роль            |
| ------------------- | --------------- |
| Дональд Сазерленд   | Френк Ленсінг   |
| Ванесса Редгрейв    | Хедді Ліндквіст |
| Річард Відмарк      | Отто Герран     |
| Крістофер Лі        | Лечинські       |
| Барбара Паркінс     | Джудіт Рубін    |
| Ллойд Бріджес       | Сміті           |
| Лоуренс Дейн        | Пол Гартман     |
| Патриція Коллінз    | Інге Ван Зіппер |
| Майкл Дж. Рейнольдс | Гейтер          |
| Ніколас Кортленд    | Джангбек        |
| Аугуст Шелленберг   | технік          |
| Кендес О'Коннор     | лаборант        |
| Джозеф Голланд      | метеоролог      |
| Брюс Грінвуд        | технік          |
| Річард Рен          | радист          |
| Марк Джонс          | Кук             |
| Хейген Беггс        | Ларсен          |
| Майкл Коллінз       | капітан         |
| Роберт Стелмак      | судновий радист |
| Террі Вотерхаус     | пілот           |